# Magdalensberg, Labot
Magdalensberg je naselje v Občini Labot v Okraju Volšperk na Koroškem v Avstriji.